# El Calamau
El Calamau (o el Calameu) és una partida rural compartida entre els termes de Xeraco i Xeresa. També és el nom d'un pujolet de l'extrem de la serra de la Barcella. Tant la serra com el tossalet de Calamau fan de línia de fita entre tots dos termes municipals.
La denominació toponímica Calamau llavors s'empra per a els següents objectes:
Partida de Calamau, motor de Calamau i muntanyeta de Calamau.
Per aquesta partida passen vies de comunicació com ara l'autopista del Mediterrani o AP-7 i la línia d'alta tensió de transport elèctric de Castelló fins a Gandia.

## Etimologia
Segons Joan Coromines, Calama és un mot dialectal per a designar una escletxa o esquerda profunda en el sòl. És, per tant, un topònim romànic descriptiu. Es poden trobar alguns noms semblants com ara: Bony de Calama i Turó del Calamot.